# Lacamu
Lacamu (em acádio: Laḫamu) foi a primeira filha de Tiamate e Apsu na mitologia acádia. Com seu irmão Lamu, ela é a mãe de Ansar e Quisar, que foram por sua vez os pais dos primeiros deuses. Lacamu às vezes é vista como uma serpente, e às vezes como uma mulher com uma faixa vermelha e seis ondulações na cabeça. Sugere-se que o casal era representado pelo lodo do leito marinho. Há também um paralelo entre a história suméria da Criação e a história cristã da Criação, onde Adão e Eva foram os primogênitos dos deuses. Ela e seu irmão (marido) nunca são mencionados separadamente.